# Elektrická vodivost kovů

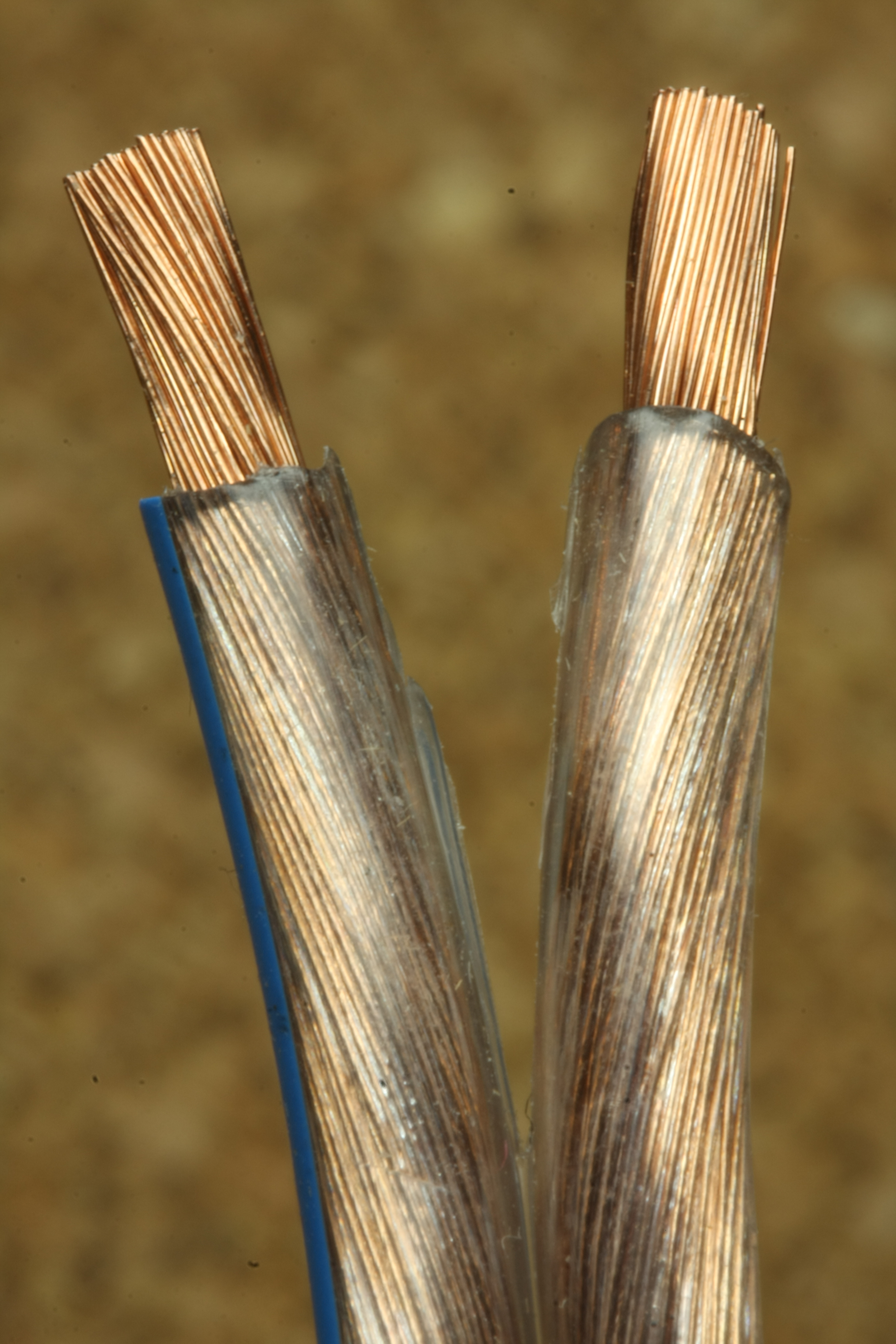
Měděné dráty mají vysokou vodivost. Jsou proto používané jako elektrické vodiče.

Elektrická vodivost kovů (také konduktance, anglicky Electrical Conductivity - EC) je fyzikální veličina, která udává schopnost kovů vést elektrický proud. Její velikost je dána uspořádaným pohybem elektronů prošlých za jednotku času daným průřezem elektrického vodiče při jednotkovém elektrickém napětí na jeho koncích. Čím více volných pohyblivých elektronů kov má, tím lépe vede elektrický proud. Většina kovů má vysokou hodnotu vodivosti a je proto dobrým elektrickým vodičem.
Důvodem vysoké vodivosti kovů je kovová vazba a krystalická struktura kovů. Většina kovů tvoří krystalickou strukturu tvořenou atomovými jádry, ke kterým jsou zanedbatelnými silami (kovová vazba) vázány valenční elektrony. To vede k jejich neuspořádanému pohybu (podobně jako u molekul plynu). Napojíme-li kovový vodič ke zdroji elektrického napětí, vyvolá elektrické pole uspořádaný pohyb těchto elektronů směrem ke katodě za vzniku elektrického proudu.
Nejlepší vodivost má stříbro, ale je drahé pro širší použití. Jen o málo horší vodivost má měď a pak hliník, které jsou lehčí a mnohem levnější. Proto se v nejrůznějších technologii používají jako elektrické vodiče především měď (například dráty a cívky) a hliník (například kmitací cívky reproduktorů).

## Vodivost a kovová vazba

Znázornění kovové vazby mezi kladně nabitými ionty a elektrony.

Kovová vazba je typ chemické vazby, která vzniká mezi atomy kovů. Její příčinou jsou elektrostatické přitažlivé sily mezi volně pohyblivými elektrony a kladně nabitými kovovými ionty. Lze ji popsat jako sdílení volných valenčních elektronů mezi strukturou kladně nabitých kationtů (uzlových bodů), které vytvářejí pravidelnou krystalovou mřížku.
Elektrická vodivost kovů je dána překrýváním energeticky stejných valenčních elektronových orbitalů a vznikem společných energetických pásů. V těchto pásech se mohou elektrony volně pohybovat a vést elektrický proud.

## Vodivost a struktura kovů

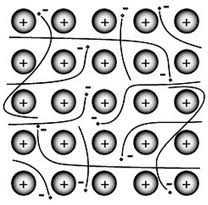
Neuspořádaný pohyb elektronů kolem jader v mřížce kovů.

Krystalická struktura kovů je mřížka tvořená atomy. Ty se skládají z pozitivně nabitého atomového jádra (uzlové body), kolem kterého se volně pohybují elektrony a cestují mřížkou. Taková mřížka se nazývá pozitivní iontová mřížka a umožňuje kovům dobře vést elektrický proud.
Vznik krystalové struktury kovů lze popsat těmito body:
- Kladně nabité kovové ionty (kationty), které jsou těsně vedle sebe, se periodicky uspořádávají do mřížky a vytvoří uzlové body mřížky.
- Vnější elektrony (valenční elektrony) jsou jen slabě vázány ke kladně nabitým iontům, a proto se od nich snadno oddělují. Neustále se přesouvají z jednoho atomu na druhý a nejsou spojeny s žádnou konkrétní dvojicí atomů.Newtonova houpačka s pěti kuličkami. Podobný mechanismus má i pohyb elektronů v kovech.

Newtonova houpačka s pěti kuličkami. Podobný mechanismus má i pohyb elektronů v kovech.

- Tyto elektrony jsou delokalizované a mohou se v mřížce volně pohybovat. V daném časovém okamžiku se tak kolem atomového jádra pohybuje velké množství elektronů a atom se tím blíží stabilnímu elektronovému uspořádání vzácného plynu.

Pokud je na kov aplikováno elektrické napětí, výsledné elektrické pole způsobí, že se elektrony začnou posunovat směrem ke kladnému pólu. Vzhledem k obrovskému počtu pohybujících se elektronů dojde k velké proudové hustotě. Mechanismus jejich pohybu je podobný přenosu hybnosti kuliček v Newtonově houpačce.
Elektrická vodivost kovů je ovlivněna především dvěma faktory - teplotou a čistotou. Vyšší teploty způsobují větší vibrace, které působí jako nepravidelnosti v mřížce a snižují vodivost kovu. Stejně působí i nečistoty kovu, protože směs různých iontů má méně pravidelnou strukturu než čistý kov.

## Příklady vodivosti kovů
- Elektrická vodivost kovů, stejně jako u jiných materiálů, má symbol sigma (G) a její jednotkou je siemens na metr (S/m). Rozměr v základních jednotkách je S = m−2·kg−1·s3·A2.
- Opakem elektrické vodivosti je elektrický odpor (symbol R) a jeho jednotkou je ohm na metr (Ω/m). Rozměr v základních jednotkách je Ω = m2·kg·s−3·A−2.
- Platí, že čím větší je vodivost, tím větší elektrický proud prochází vodičem při stejném napětí. A opačně, čím větší je elektrický odpor, tím menší elektrický proud prochází.
- Elektrickou vodivost závisející na teplotě popisuje teplotní součinitel elektrického odporu.

### Elektrická vodivost a odpor při 20 °C, a teplotní koeficient některých kovů
| Kov           | Vodivost, σ, (S·m·m−2) | Odpor, ρ, (Ω·mm2m−1) | Koeficient, α, (K−1) |
| stříbro       | 63 · 106               | 0,0159 · 10−6        | 3,80 · 10−3          |
| měď           | 59,6 · 106             | 0,0168 · 10−6        | 4,04 · 10−3          |
| zlato         | 41,1 · 106             | 0,0244 · 10−6        | 3,93 · 10−3          |
| hliník        | 37,7 · 106             | 0,0265 · 10−6        | 3,90 · 10−3          |
| wolfram       | 17,9 · 106             | 0,0560 · 10−6        | 4,50 · 10−3          |
| zinek         | 16,9 · 106             | 0,0590 · 10−6        | 3,70 · 10−3          |
| nikl          | 14,3 · 106             | 0,0699 · 10−6        | 6,00 · 10−3          |
| železo        | 10,3 · 106             | 0,0970 · 10−6        | 5,67 · 10−3          |
| platina       | 9,43 · 106             | 0,1060 · 10−6        | 3,92 · 10−3          |
| uhlíková ocel | 6,99 · 106             | 0,1430 · 10−6        | 3,00 · 10−3          |
| nerezová ocel | 1,45 · 106             | 0,6900 · 10−6        | 0,94 · 10−3          |